# 新民镇 (越西县)
新民镇（羅馬化：xit mip），是中华人民共和国四川省凉山彝族自治州越西县下辖的一个乡镇级行政单位。2021年1月12日，撤销大屯乡，将其所属行政区域划归新民镇管辖。

## 行政区划
新民镇下辖以下地区：
新民村、新市村、新建村、大寨村、彩林村和五福村。